# Grytfyllan
Grytfyllan är en sjö i Säters kommun i Dalarna och ingår i Dalälvens huvudavrinningsområde.